# Louis Plaidy
Louis Plaidy, född 28 november 1810 i Hubertusburg, Sachsen, död 3 mars 1874 i Grimma, Sachsen, var en tysk pianopedagog.
Plaidy var 1843–65 lärare i pianospel via Leipzigs musikkonservatorium. Mycket anseende och stor spridning erhöll hans Technische Studien für das Pianoforte (tre upplagor).